# 清明上河园
清明上河园是位于河南省开封市龙亭湖西岸的宋代文化主题公园，同时也是中国国家5A级旅游景区和中国非物质文化遗产展演基地，1998年10月28日正式对外开放。
它是以画家张择端的写实画作《清明上河图》为蓝本，按照《营造法式》为建设标准，以宋朝市井文化、民俗风情、皇家园林和古代娱乐为题材，以游客参与体验为特点的文化主题公园。2009年，清明上河园成为中国世界纪录协会中国第一座以绘画作品为原型的仿古主题公园。

## 景区
清明上河园占地600余亩，其中水域面积约120亩，建筑面积1万平方米。双亭桥将景区分为南苑和北苑。整个景区仿照《清明上河图》，设有驿站、民俗风情、特色食街、宋文化展示、花鸟鱼虫、繁华京城、休闲购物和综合服务等八个功能区，并设有校场、虹桥、民俗、宋都等四个文化区。

### 南苑景区
南苑景区主要表现北宋的民俗风情和市井文化。南苑的设计源于宋代《清明上河图》，不同之处在于把园林设计成“如意结”。汴河蜿蜒如带，形似一个硕大的如意结，串连起公园内的各个景点，使各个景区既相互独立，又血脉相连。而中国十大名桥之一的虹桥是如意结的中点，亦是清明上河园的核心部位。虹桥高5米，宽10米，跨径25米，这样的设计规模在宋代比较少见。
虹桥以东是迎宾主题区，有张择端雕像矗立。虹桥以东是住宿休息区，有醉杏楼、文绣院、仿古驿站等建筑。虹桥以西是民风民俗区，有工艺和小吃一条街。虹桥以北是游艺活动区，在此可以观赏宋朝精彩表演及各种绝活。

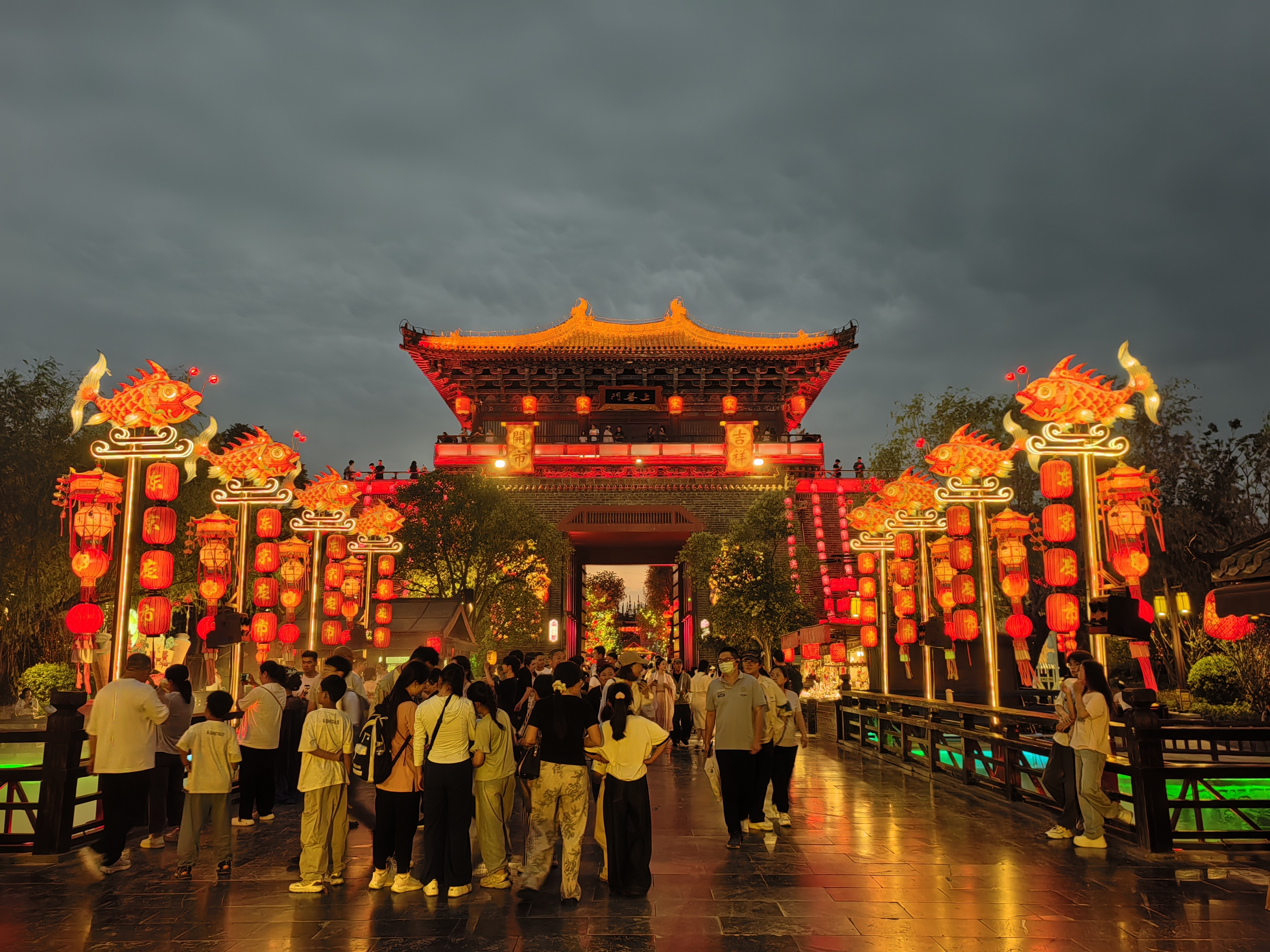
上善門
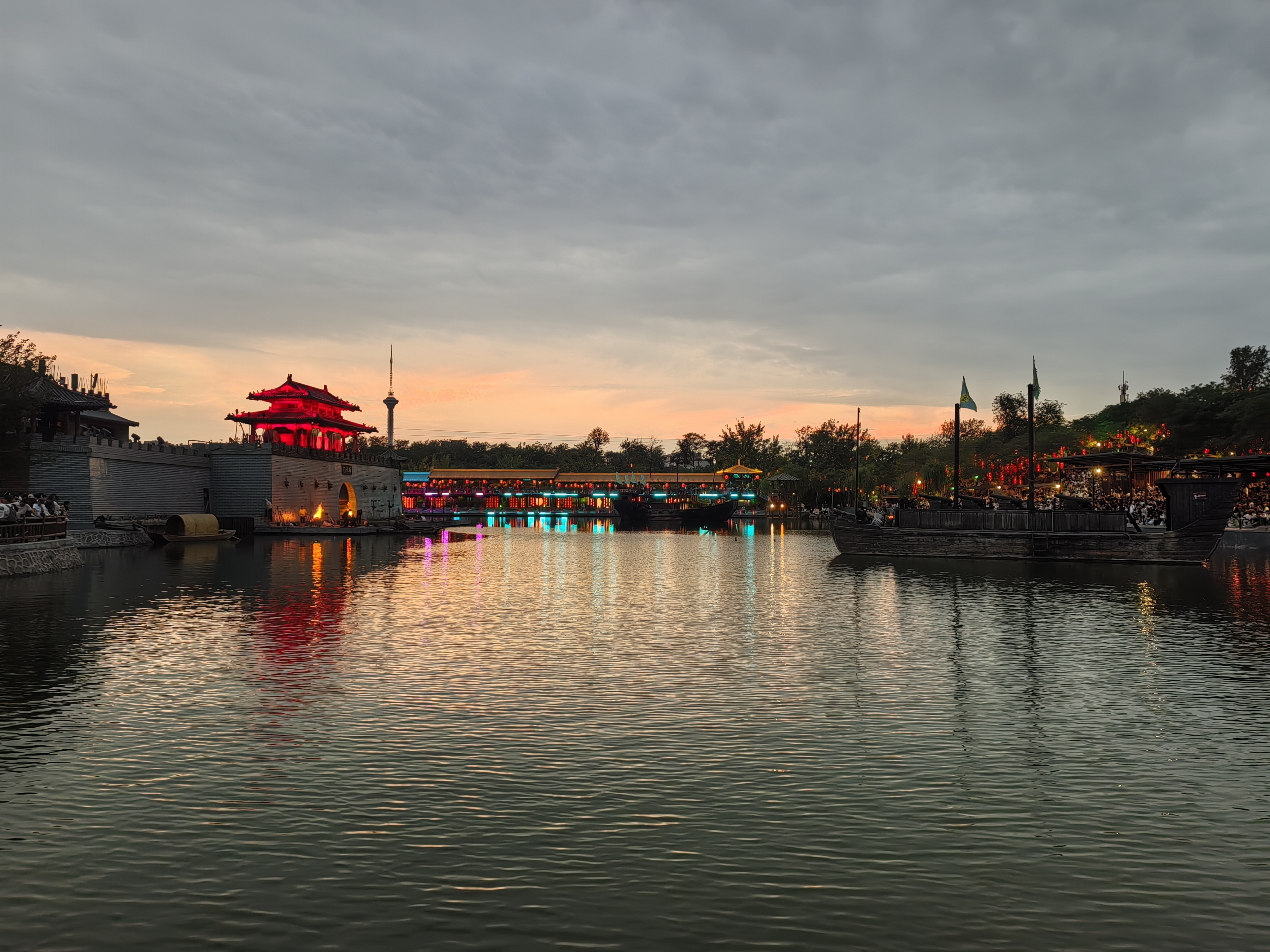
西水門
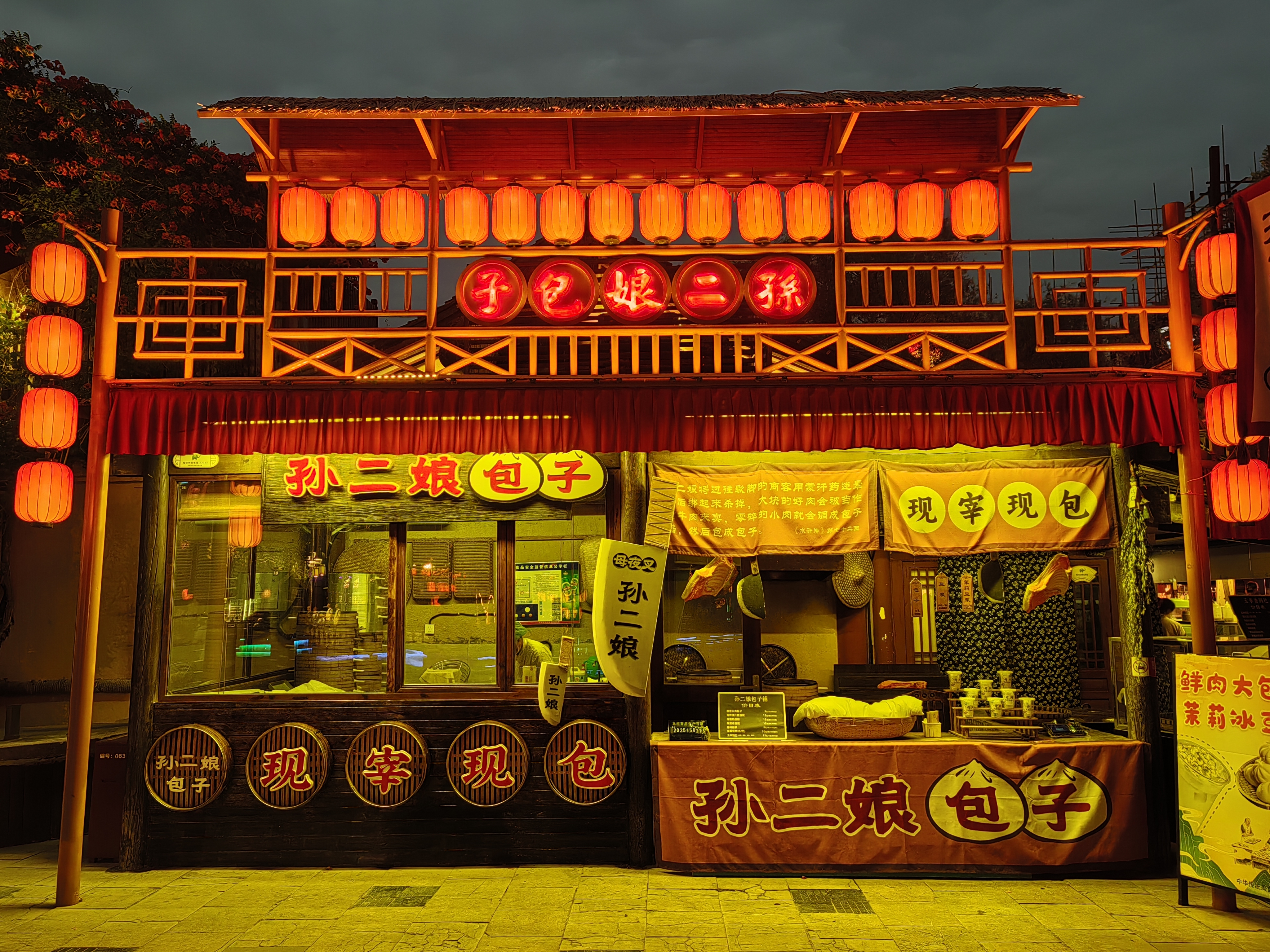
南苑的店鋪

### 北苑景区
北苑呈现的则是皇家园林和古代娱乐主题。按照清代清院版的《清明上河图》进行构造，其主要景观全部围绕着景龙湖为中心。景区包括临水大殿、茗春坊、九龙桥、拂云阁等景点，其中临水大殿由宣和殿、宣德殿两殿连接而成；水心榭四面临水，一桥相连；丹东宫由造纸馆，织锦院，司南坊，大宋官窑，火药馆等组成。

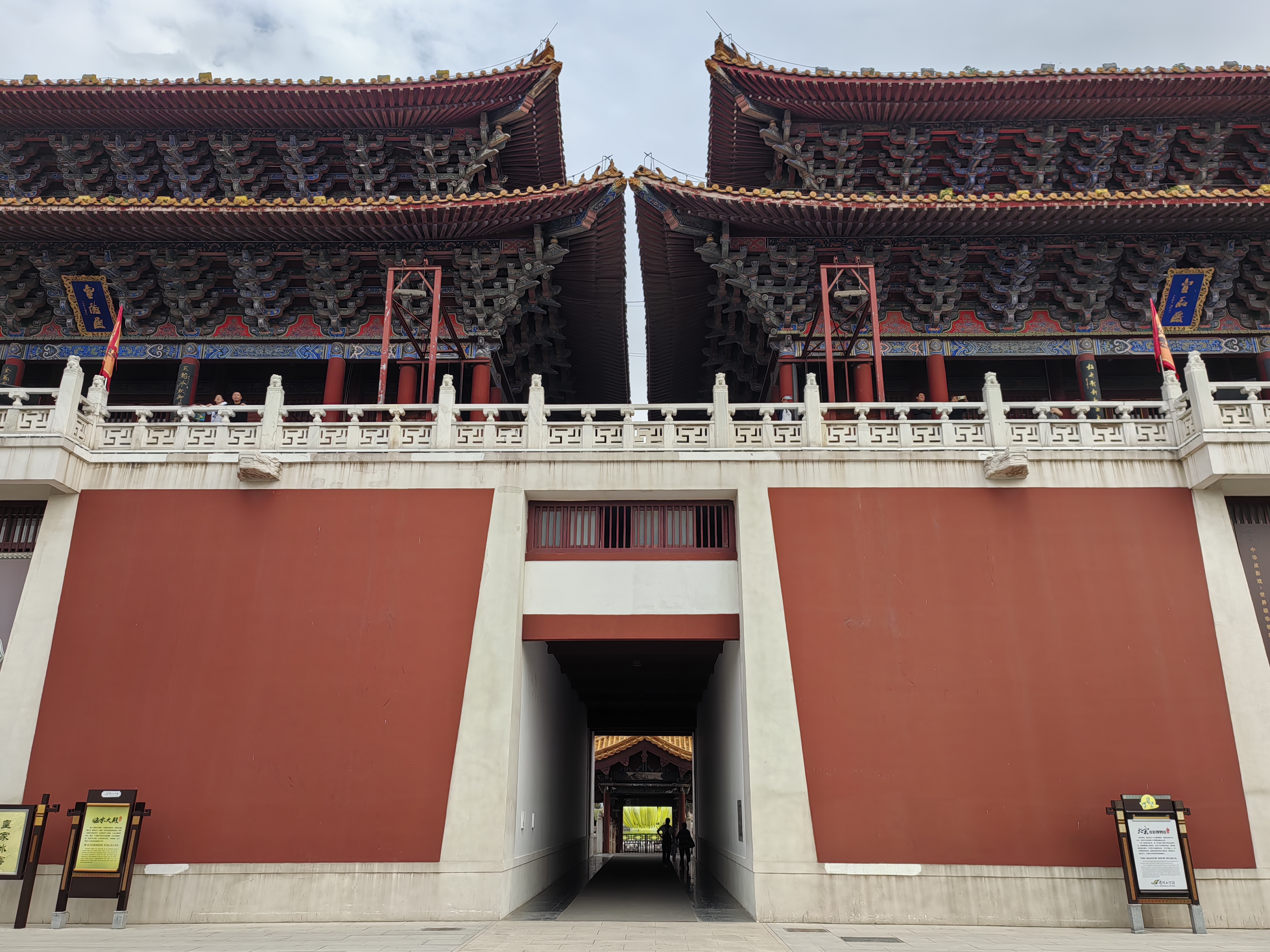
临水大殿
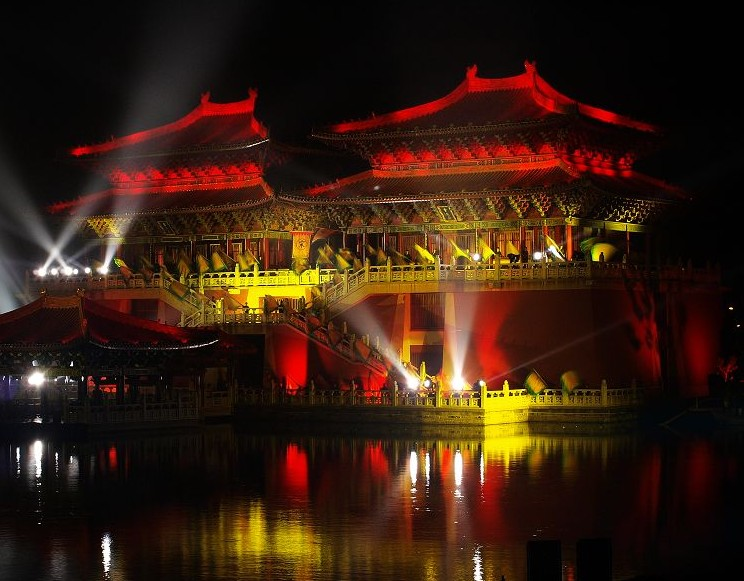
临水大殿夜景
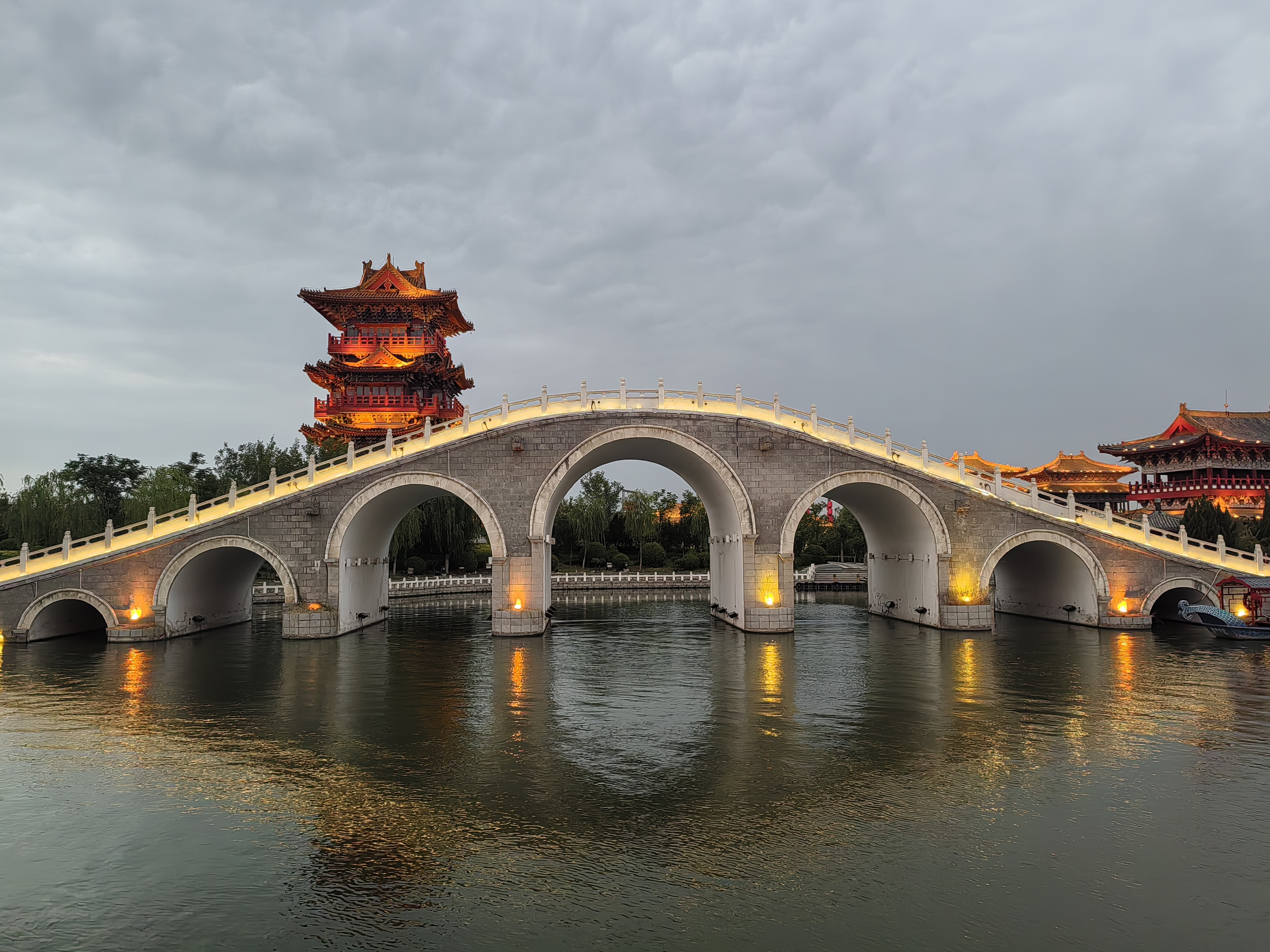
九龍橋

## 大宋·东京梦华
《大宋·东京梦华》是在清明上河园皇家园林区的景龙湖上举行的大型水上实景演出项目。於2007年10月试演、2008年4月5日正式公演，项目初期投资1.35亿元。
该项目由梅帅元担任导演，全剧共70分钟，有700多名演员参与演出。演出把张择端的《清明上河图》长卷和孟元老的《东京梦华录》中的相关记载作为切入点，以八阕经典宋词蕴含的意境为主线，以亭台楼榭、水系桥廊为背景，生动再现了宋代都城的繁华盛景和宋朝的辉煌。版本可分为日间现实版和夜间梦幻版。，夜间版演出通过运用亮彩技术，映射出流光溢彩的“柳树”和随波荡漾的“水中明月”，运用机械技术设计的可自由拼合的水上栈桥，可“绽放”的菊花舞台等，制造出梦幻般的场景效果。

## 参看
- 张择端
- 清明上河圖
- 营造法式
- 宋城